# Newmont Mining Corporation
Newmont Mining Corporation — компанія США, яка на 2002 стала найбільшою у світі з видобутку золота після поглинання австралійської Normandy Mining з найбільшим акціонером останньою, Franco-Nevada Mining. Базується в Денвері, Колорадо.
Основні характеристики об'єднаної компанії (в дужках дані по компаніях Newmont, Normandy і Franco-Nevada) складають:
- запаси Au в надрах 3017,0 (2052,8, 808,7 і 124,4) т;
- видобуток Au 267,5 (180,4, 74,6 і 9,3) т;
- касові витрати на 1 г Au 5,63 (5,76, 5,14 і 7,33);
- загальні витрати на 1 г Au 6,98 (6,72, 7,20 і 9,36).